# Таулькнафьярдархреппюр
Таулькнафьярдархреппюр (исл. Tálknafjarðarhreppur, исландское произношение: [ˈtʰaul̥knaˌfjarðar̥ˌr̥ɛhpʏr̥]) — община на западе Исландии в регионе Вестфирдир. В 2021 году в общине на 176 км² проживало 268 человек.

## История
Поселения на землях вокруг Таулькна-фьорда известны со времён заселения Исландии, но впервые отдельное муниципальное образование — сельская община Таулькнафьярдархреппюр, было образовано 4 мая 1872 года, когда король Дании Кристиан IX принял закон о административно-территориальном делении Исландии. С тех пор община существует в своих границах и её жители регулярно голосуют против присоединения к другим общинам региона Вестфирдир (в частности к соседней общине Вестюрбиггд) в рамках программы укрупнения муниципальных образований в Исландии.

## География
Земли общины Таулькнафьярдархреппюр расположены вокруг небольшого Таулькна-фьорда и со всех сторон окружены землями общины Вестюрбиггд. Естественной границей между этими общинами служат окаймляющие Таулькна-фьорд горные цепи и хребты — Сельаурдальсхейди (исл. Selárdalsheiði), Тунгюсхейди (исл. Tunguheiði), Дювюдальсхейди (исл. Dufudalsheiði), Мидвёдрюхейди (исл. Miðvöðruheiði), Ботнахейди (исл. Botnaheiði) и Ламбейрархаульс (исл. Lambeyrarháls).
В Таулькнафьярдархреппюр есть несколько фермерских усадеб и только один населённый пункт — селение Таулькнафьордюр, которое является административным центром общины.
Община является сельской и основное занятие жителей Таулькнафьярдархреппюр — овцеводство, рыболовля и рыборазведение (выращивание лосося и гольца в садках).

## Инфраструктура
На землях общины есть небольшая пристань в Таулькнафьордюр, две церкви, общественные центр, магазин, спортивный центр с бассейном, детский сад и средняя школа, библиотека, музей и несколько объектов туристической инфраструктуры (отель, гостевые дома и кафе).
По территории общины проходит участок дороги регионального значения Бильдюдальсвегюр 63 и дорога местного значения Таулькнафьярдарвегюр 617. Аэродромов на землях общины нет, но в соседней общине есть два аэропорта — в 20 км на северо-восток аэропорт в городе Бильдюдалюр, откуда осуществляются регулярные рейсы в Рейкьявик, и в 35 км на юго-восток аэропорт поблизости селения Патрексфьордюр.

## Население
Источник: Mannfjöldi eftir kyni, aldri og sveitarfélögum 1998-2021 (исл.). hagstofa.is. Reykjavík: Hagstofa Íslands [Статистическая служба Исландии]. Дата обращения: 15 октября 2021.

## Галерея

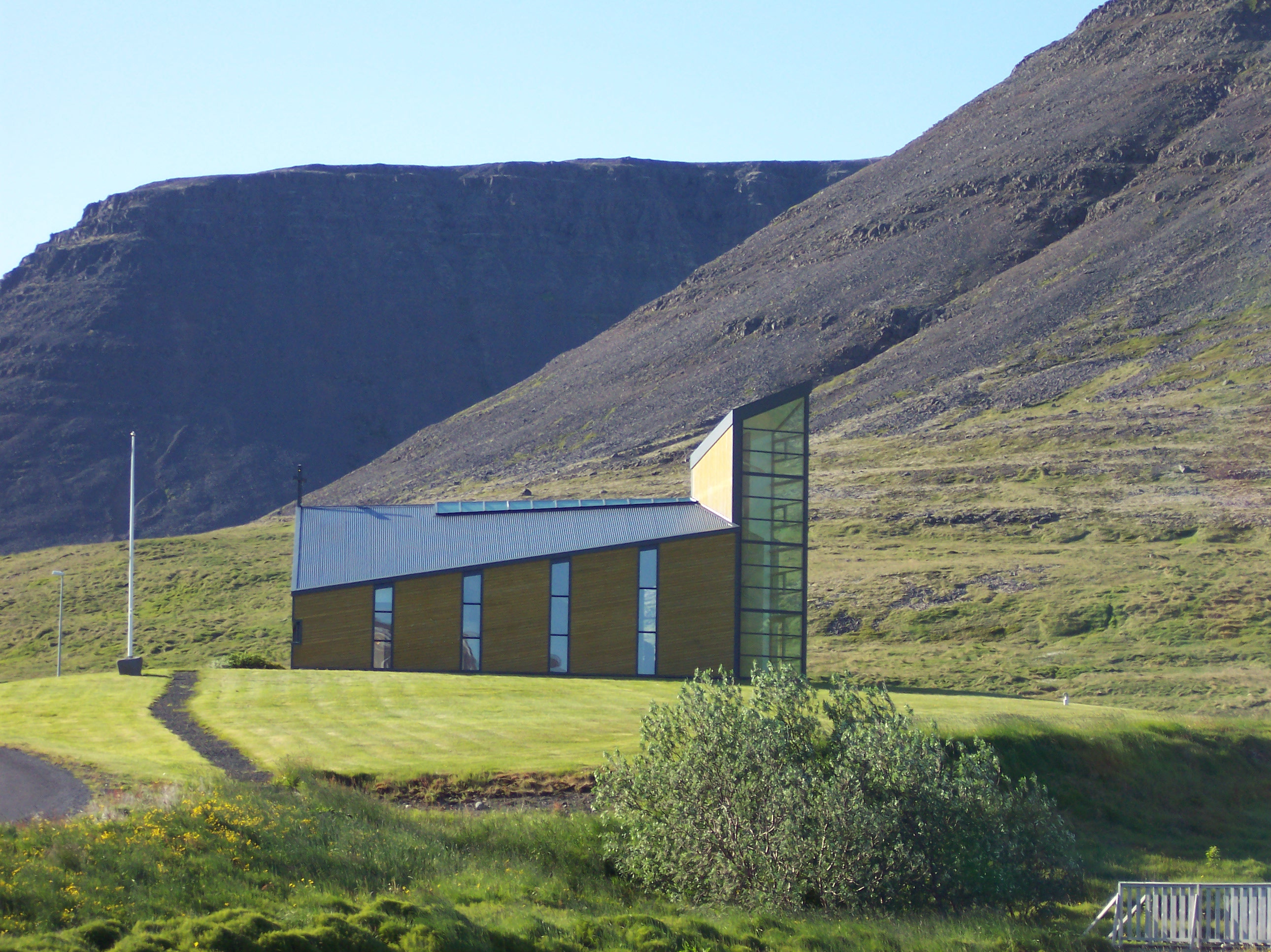
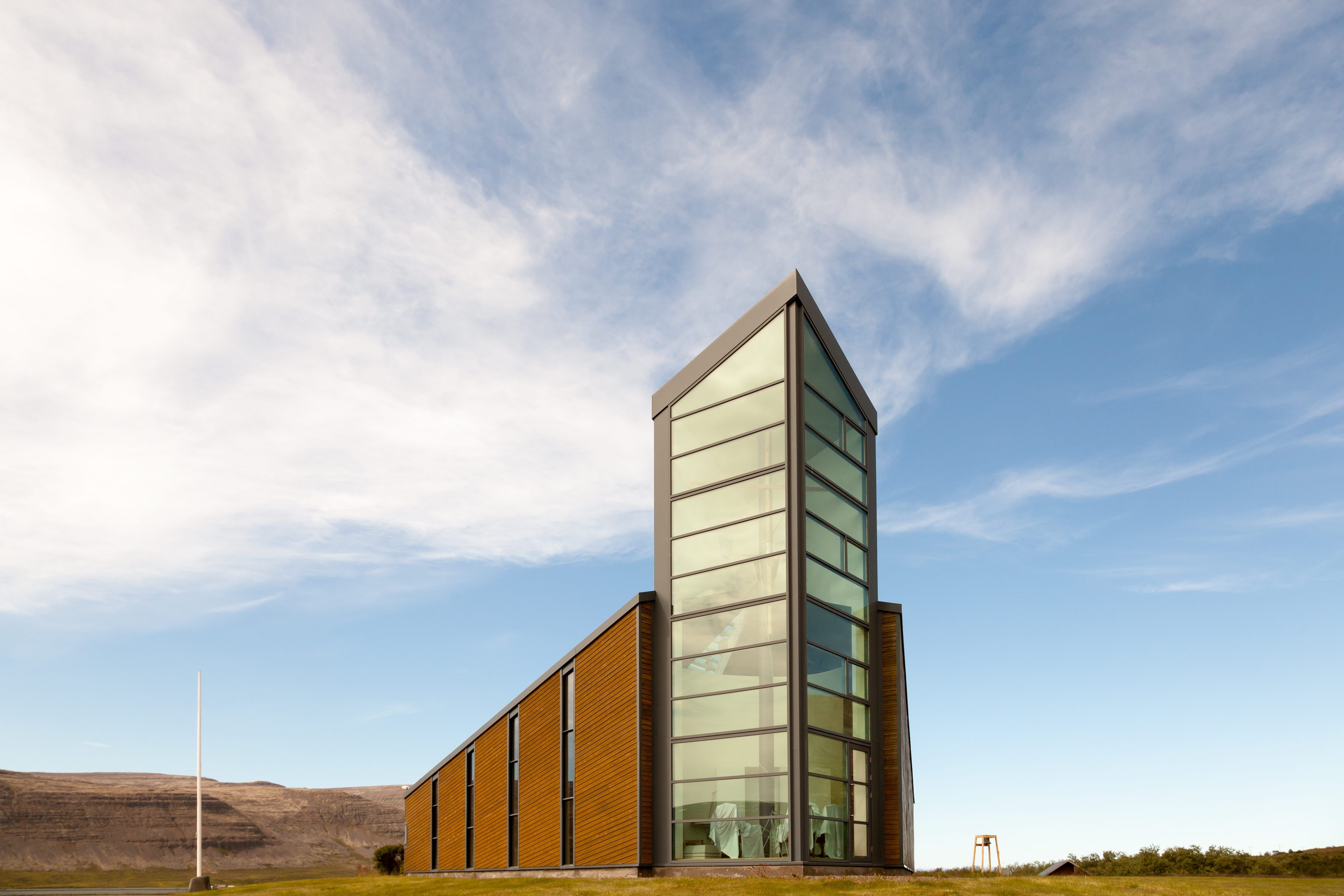
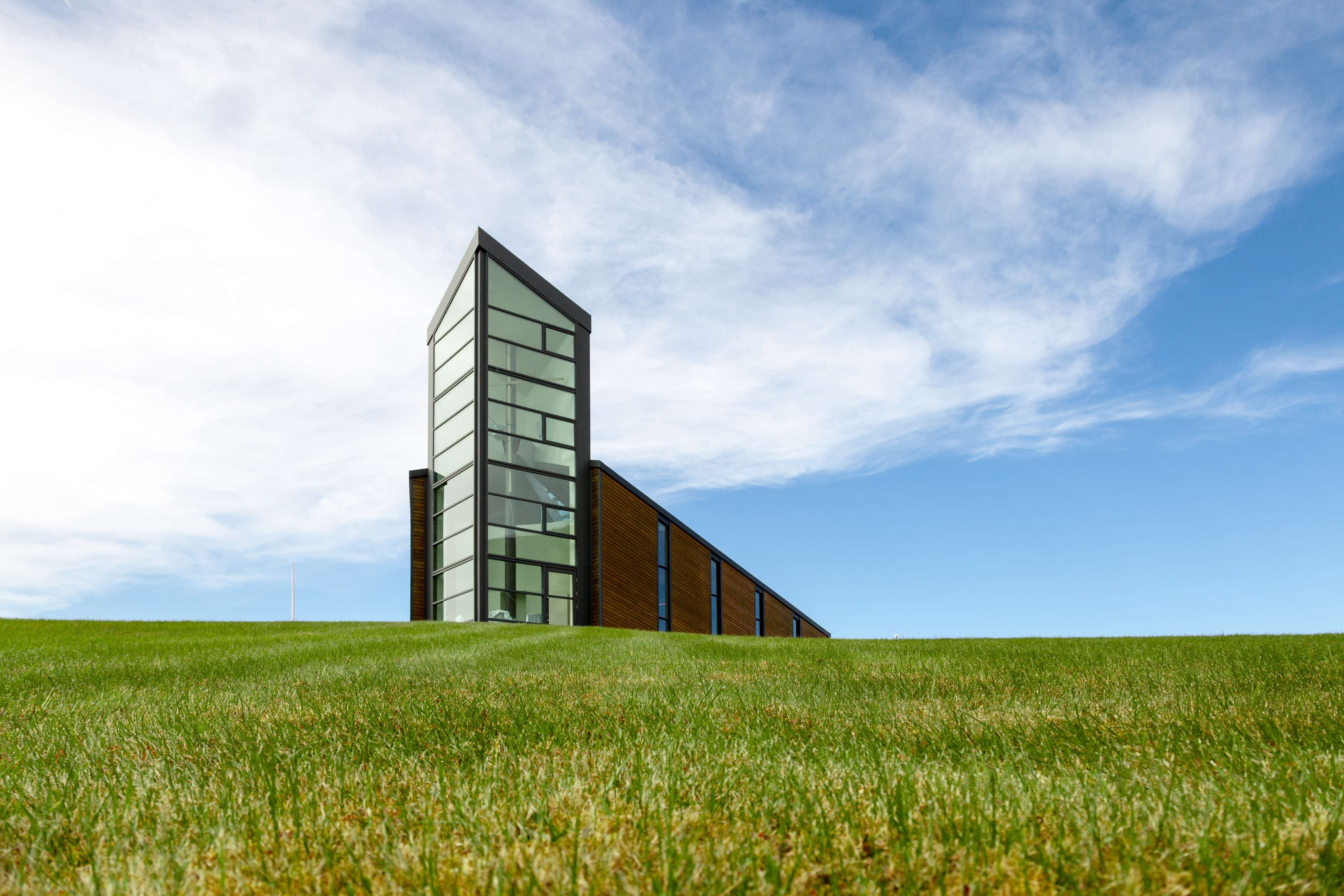
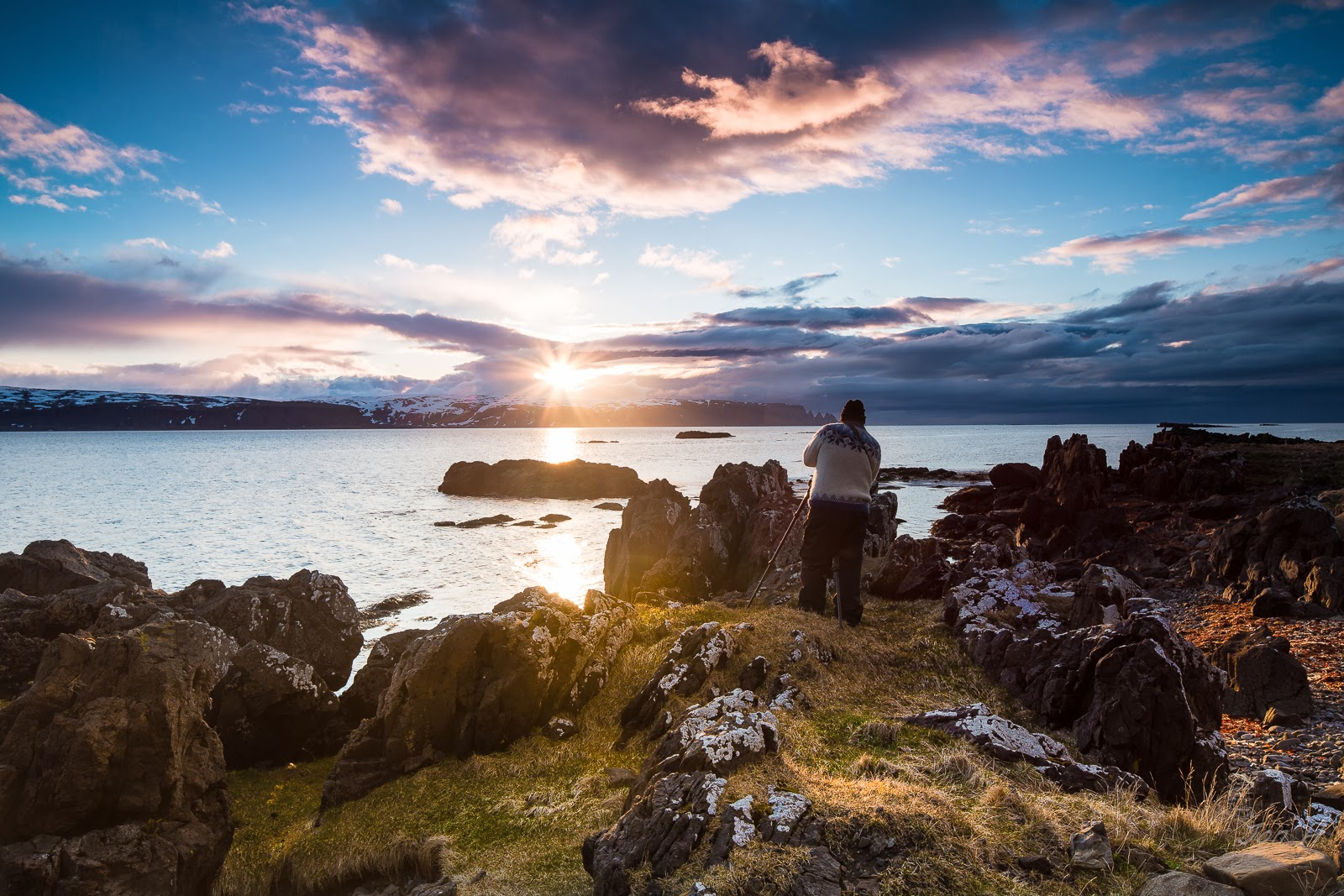